# Hazell Dean
 (juin 2021).
La mise en forme du texte ne suit pas les recommandations de Wikipédia : il faut le « wikifier ».
Les points d'amélioration suivants sont les cas les plus fréquents :
- Les titres sont pré-formatés par le logiciel. Ils ne sont ni en capitales, ni en gras.
- Le texte ne doit pas être écrit en capitales (les noms de famille non plus), ni en gras, ni en italique, ni en « petit »…
- Le gras n'est utilisé que pour surligner le titre de l'article dans l'introduction, une seule fois.
- L'italique est rarement utilisé : mots en langue étrangère, titres d'œuvres, noms de bateaux, etc.
- Les citations ne sont pas en italique mais en corps de texte normal. Elles sont entourées par des guillemets français : « et ».
- Les listes à puces sont à éviter, des paragraphes rédigés étant largement préférés. Les tableaux sont à réserver à la présentation de données structurées (résultats, etc.).
- Les appels de note de bas de page (petits chiffres en exposant, introduits par l'outil «  Source ») sont à placer entre la fin de phrase et le point final[comme ça].
- Les liens internes (vers d'autres articles de Wikipédia) sont à choisir avec parcimonie. Créez des liens vers des articles approfondissant le sujet. Les termes génériques sans rapport avec le sujet sont à éviter, ainsi que les répétitions de liens vers un même terme.
- Les liens externes sont à placer uniquement dans une section « Liens externes », à la fin de l'article. Ces liens sont à choisir avec parcimonie suivant les règles définies. Si un lien sert de source à l'article, son insertion dans le texte est à faire par les notes de bas de page.
- La présentation des références doit suivre les conventions bibliographiques. Il est recommandé d'utiliser les modèles {{Ouvrage}}, {{Chapitre}}, {{Article}}, {{Lien web}} et/ou {{Bibliographie}}. Le mode d'édition visuel peut mettre en forme automatiquement les références.
- Insérer une infobox (cadre d'informations à droite) n'est pas obligatoire pour parachever la mise en page.

Pour une aide détaillée, merci de consulter Aide:Wikification.
Si vous pensez que ces points ont été résolus, vous pouvez retirer ce bandeau et améliorer la mise en forme d'un autre article.
Hazell Dean (née Hazel Dean Poole le 27 octobre 1952) est une chanteuse anglaise de dance-pop, qui obtient son plus grand succès dans les années 1980 en tant qu'artiste de premier plan Hi-NRG. Elle est surtout connue pour les dix meilleurs tubes au Royaume-Uni " Searchin' (I Gotta Find a Man) ", " What I Do (Wherever I Go) " et " Who's Leaving Who ". Elle a également travaillé comme auteur - compositrice et productrice .

## Biographie
Dean est né à Chelmsford, Essex . Elle commence sa carrière au milieu des années 1970 et se fait connaître au cours de la décennie suivante après de nombreuses années en tant qu'artiste de club et travaillant sur la scène gay avec sa marque Hi-NRG. Elle est élue trois fois « Meilleure interprète en direct » par la « Fédération des clubs de danse américains » (États-Unis) et deux fois « Meilleure interprète britannique » par les « Club Mirror Awards » (Royaume-Uni).
Dean commence sa carrière en signant avec Decca Records et publiant quelques singles pop/soul du milieu à la fin des années 70 écrits et produits par Paul Curtis. Dean participe au concours A Song for Europe en 1976, et prend la huitième place (sur douze) avec la ballade, "I couldn't live without you for a day", écrite par le vétéran du concours Paul Curtis .
Le premier album de Dean sort pour la première fois en 1981. The Sound Of Bacharach and David est une collection de reprises écrites par Burt Bacharach et Hal David et n'est publiée qu'à des fins promotionnelles auprès des stations de radio pour qu'elles utilisent les chansons pour compléter leur programmation avec des chansons pour lesquelles elles n'ont pas à payer trop en redevance. Album très rare, il est réédité commercialement pour la première fois en 2014. Dean sort également un double single promotionnel face A pour la région de Medway (Medway You're The One / Medway That's Where I Wanna Be) en 1982.

### Succès au grand public
Dean décide de mettre de côté le son pop/soul qu'elle enregistrait et sort son premier album dance, " Searchin' (I Gotta Find a Man) " à l'été 1983. Alors qu'il est un grand succès dans les clubs gays , il ne culmine qu'au #76 rang.
En février 1984, elle entre dans le UK Singles Chart avec le single double face A, " Evergreen " / " Jealous Love " qui culmine à la 63e place ,. En avril 1984, Dean participe à nouveau à "A Song For Europe", termine à la septième place sur huit, avec une autre ballade dramatique, "Stay In My Life", qu'elle écrit elle-même . En juin 1984, la réédition de "Searchin' (I Gotta Find A Man)" est son premier single à atteindre le top 10 britannique, culminant à la 6e place. Dean sort ensuite le suivi, " Whatever I Do (Wherever I Go) " (produit par Stock/Aitken/Waterman), en juillet qui culmine à la 4e place. « Whatever I Do » s'appelle originellement "Dance Your Love Away", mais la chanson est réécrite par Mike Stock et Matt Aitken parce que Dean n'aimait pas le refrain. L'artiste Michael Prince publie la version originale en 1985. Sa quatrième place permet à Stock/Aitken/Waterman de remporter leur premier top 10. D'autres singles, "Back In My Arms (Once Again)" et "No Fool (For Love)" ont tous les deux culminé à la 41e place. Ces singles sont inclus dans son premier album pop grand public, Heart First, qui n'est pas bien vendu et ne réussit pas à figurer dans les charts.
En 1985, le single Harmony (écrit par Bill Clift et Peter Marsh) sort en Allemagne sur le label Bellaphon . En 1985, Dean signe avec le label EMI Records, sortant le single " They Say It's Gonna Rain " produit par Stock/Aitken/Waterman, qui comprend des paroles en zoulou et a atteint la 58e place du UK Singles Chart  et devient le single n°1 en Afrique du Sud . Les singles suivants sont moins bien reçus avec « ESP », « Stand Up » et « Always (Doesn't Mean Forever) » n'ayant pas atteint le top 75 au Royaume-Uni. Au début de 1988 cependant, elle réalise son plus gros succès en quatre ans avec « Who's Leaving Who », qui a atteint la 4e place. Les singles de suivi, « Maybe (We Should Call it a Day) » et « Turn It into Love » (enregistrés originellement par Kylie Minogue et inclus dans son premier album, Kylie) culminent respectivement aux 15e et 21e places. Son deuxième album, Always, est sorti en octobre 1988 et présentait de nombreux singles des trois années précédentes, ainsi que du nouveau matériel. L'album atteint la 38e place sur les chartes du Royaume-Uni. 

### Années 90
Dean quitte EMI et signe avec Lisson Records, publiant deux singles pour le label. Le premier est une reprise de "Love Pains" d'Yvonne Elliman en 1989, produit par les producteurs PWL Phil Harding et Ian Curnow. Il atteint la 48e place du UK Singles Chart . Plus de 18 mois se sont écoulés avant la sortie du prochain single de Dean, Stock/Aitken/Waterman écrit et produit « Better Off Without You », originellement enregistré par Lonnie Gordon. Il s'agit de sa dernière entrée dans le top 75 au Royaume-Uni, culminant à la 72e place. Après l'échec de ces deux singles, Dean cesse de travailler avec Stock/Aitken/Waterman et commence à travailler avec Ian Levine, qui a déjà remixé et produit des morceaux avec elle au milieu des années 1980. Elle fournit les chœurs de Samantha Janus au Concours Eurovision de la chanson de 1991.
Pendant ce temps, Dean produit et écrit des chansons pour Bad Boys Inc, Bona Riah (produit "House of Rising Sun"), Miquel Brown (produit "It's a Sin"), MEN 2 B (co-écrit "Love Satisfaction"), Upside Down et Sandra Feva.
1996 voit la sortie du prochain album de Dean, The Winner Takes It All, qui est publié sur Carlton Records. Cet album contient des reprises de chansons d'ABBA. La chanson titre est sortie en single. En 1999, Dean sort une reprise de " Living On A Prayer de Bon Jovi et, en 2001, une version remixée de " Who's Leaving Who " est publiée. Aucun de ces singles n'ont été classé sur les charts.

### Carrière récente
En 2007, Dean revient enregistrer avec Ian Levine, complétant la piste "Trade Him for a Newer Model" pour l'album Disco 2008. Le clip de Trade Him for a Newer Model est publié sur YouTube par Levine en 2007.
En 2009, plusieurs chansons qui n'ont été publiées sur aucun album de Dean sous leur forme originale ont été publiées sur iTunes, y compris des remix inédits. Cherry Red Records ressort le premier album pop grand public de Dean, Heart First, au début de 2010.
2010 voit Hazell Dean signer au label de danse, Energize Records. Dean enregistre une version mise à jour de son single de 1985, "They Say It's Gonna Rain". "Shattered Glass", "In The Name Of Love", "This Is My Life", "We Belong/Can You Feel It" et "I Close My Eyes & Count To Ten" sont sortis en singles de son album de 2013, " Au nom de. . ." .
Cherry Red Records sort une édition Deluxe d'Always le 23 avril 2012. Le 10 septembre 2012, une collection de 21 titres des plus grands succès, Evergreen: The Very Best of Hazell Dean, est publiée par Music Club Deluxe Records. Le pressage du CD comprend un disque bonus de 11 remixes et de rares mélanges étendus des succès des années 1980 de Dean. Le 21 décembre 2012, Dean se produit au concert de réunion "Hit Factory Live" de Stock/Aitken/Waterman à l'O2 Arena de Londres, avec de nombreux autres anciens artistes de Stock/Aitken/Waterman.
En 2013, Dean sort l'album In the Name of..., chez Energize records. En 2015, elle sort les singles "24 Hours" et "Nightlife", toujours avec Energise, tous les deux extraits de l'album Nightlife sorti la même année. 2016 a vu la sortie de deux EP sur Energize Records - "Evergreen/Judgement Day" et "Happy New Year/The Way Old Friends Do". Elle continue d'apparaître sur scène et enregistre occasionnellement avec divers producteurs, avec des morceaux apparaissant via son site officiel.

### Popularité avec la communauté LGBT
Après le succès de "Searchin'", Dean fait ses débuts dans un club LGBT au Heaven à Londres et bénéficie par la suite d'un large public LGBT . Reconnaissant le soutien qu'elle reçoit de la communauté LGBT tout au long de sa carrière, Dean se produit fréquemment lors des événements LGBT Pride au Royaume-Uni et à l'étranger.
Hazell Dean est "Patron of Pride" à Surrey. Elle fait partie de la Pride Power List, qui célèbre les 100 personnes LGBT les plus influentes du Royaume-Uni.

## Vie personnelle
Dean a une sœur et un frère aîné qui vivent toujours dans leur lieu de naissance dans l'Essex.
Hazell Dean entretient une relation à long terme depuis 1991 et est en partenariat civil depuis 2005.
Sa fille est née en décembre 2004.

## Discographie

### Singles
| Year | Title                                          | UK , | IRE | AUS | AUT | BEL (FLA) | GER | NED | NOR | NZ | SA | SWE | SWI |
| ---- | ---------------------------------------------- | ---- | --- | --- | --- | --------- | --- | --- | --- | -- | -- | --- | --- |
| 1975 | "Our Day Will Come"                            | –    | –   | –   | –   | –         | –   | –   | –   | –  | –  | –   | –   |
| 1976 | "I Couldn't Live Without You for a Day"        | –    | –   | –   | –   | –         | –   | –   | –   | –  | –  | –   | –   |
| 1976 | "Got You Where I Want You"                     | –    | –   | –   | –   | –         | –   | –   | –   | –  | –  | –   | –   |
| 1976 | "Look What I've Found at the End of a Rainbow" | –    | –   | –   | –   | –         | –   | –   | –   | –  | –  | –   | –   |
| 1977 | "No One's Ever Gonna Love You"                 | –    | –   | –   | –   | –         | –   | –   | –   | –  | –  | –   | –   |
| 1977 | "Who Was That Lady"                            | –    | –   | –   | –   | –         | –   | –   | –   | –  | –  | –   | –   |
| 1981 | "You Got Me Wrong"                             | –    | –   | –   | –   | –         | –   | –   | –   | –  | –  | –   | –   |
| 1983 | "Searchin' (I Gotta Find a Man)"               | 76   | –   | –   | –   | –         | –   | –   | –   | –  | –  | –   | –   |
| 1984 | "Evergreen" / "Jealous Love"                   | 63   | –   | –   | –   | –         | –   | –   | –   | –  | –  | –   | –   |
| 1984 | "Stay in My Life"                              | –    | –   | –   | –   | –         | –   | –   | –   | –  | –  | –   | –   |
| 1984 | "Searchin' (I Gotta Find a Man)" (re-issue)    | 6    | 7   | 17  | –   | 6         | 38  | 24  | –   | –  | 14 | –   | –   |
| 1984 | "Whatever I Do (Wherever I Go)"                | 4    | 6   | 74  | –   | –         | 22  | –   | –   | –  | –  | –   | –   |
| 1984 | "Back in My Arms (Once Again)"                 | 41   | –   | –   | –   | –         | 44  | –   | –   | –  | –  | –   | –   |
| 1985 | "No Fool (For Love)"                           | 41   | –   | –   | –   | –         | –   | –   | –   | –  | –  | –   | –   |
| 1985 | "They Say It's Gonna Rain"                     | 58   | –   | –   | –   | –         | –   | –   | 6   | –  | 1  | 6   | –   |
| 1986 | "E. S. P. (Extra Sensual Persuasion)"          | 98   | –   | –   | –   | –         | –   | –   | –   | –  | –  | –   | –   |
| 1986 | "Stand Up"                                     | 79   | –   | –   | –   | –         | –   | –   | –   | –  | –  | –   | –   |
| 1987 | "Always Doesn't Mean Forever"                  | 92   | –   | –   | –   | –         | –   | –   | –   | –  | –  | –   | –   |
| 1988 | "Who's Leaving Who"                            | 4    | 2   | –   | 17  | 17        | 15  | 34  | –   | 44 | 16 | –   | 11  |
| 1988 | "Maybe (We Should Call it a Day)"              | 15   | 12  | –   | –   | –         | 34  | –   | –   | –  | –  | –   | 23  |
| 1988 | "Turn It into Love"                            | 21   | 21  | –   | –   | –         | –   | –   | –   | –  | –  | –   | 30  |
| 1989 | "Love Pains"                                   | 48   | –   | 157 | –   | –         | –   | 51  | –   | –  | –  | –   | –   |
| 1991 | "Better Off Without You"                       | 72   | –   | –   | –   | –         | –   | –   | –   | –  | –  | –   | –   |
| 1993 | "My Idea of Heaven"                            | 160  | –   | –   | –   | –         | –   | –   | –   | –  | –  | –   | –   |
| 1994 | "Power & Passion"                              | 94   | –   | –   | –   | –         | –   | –   | –   | –  | –  | –   | –   |
| 1996 | "The Winner Takes It All"                      | 82   | –   | –   | –   | –         | –   | –   | –   | –  | –  | –   | –   |
| 1997 | "Searchin' '97"                                | 92   | –   | –   | –   | –         | –   | –   | –   | –  | –  | –   | –   |
| 1998 | "Sisters Are Doing It for Themselves"          | –    | –   | –   | –   | –         | –   | –   | –   | –  | –  | –   | –   |
| 1999 | "Living on a Prayer"                           | –    | –   | –   | –   | –         | –   | –   | –   | –  | –  | –   | –   |
| 2001 | "Who's Leaving Who 2001"                       | –    | –   | –   | –   | –         | –   | –   | –   | –  | –  | –   | –   |
| 2004 | "Searchin' 2004"                               | –    | –   | –   | –   | –         | –   | –   | –   | –  | –  | –   | –   |
| 2011 | "They Say it's Gonna Rain 2011"                | –    | –   | –   | –   | –         | –   | –   | –   | –  | –  | –   | –   |
| 2011 | "Shattered Glass"                              | –    | –   | –   | –   | –         | –   | –   | –   | –  | –  | –   | –   |
| 2012 | "In the Name of Love"                          | –    | –   | –   | –   | –         | –   | –   | –   | –  | –  | –   | –   |
| 2013 | "This Is My Life"                              | –    | –   | –   | –   | –         | –   | –   | –   | –  | –  | –   | –   |
| 2013 | "We Belong/Can You Feel It"                    | –    | –   | –   | –   | –         | –   | –   | –   | –  | –  | –   | –   |
| 2014 | "I Close My Eyes &amp; Count To Ten"           | –    | –   | –   | –   | –         | –   | –   | –   | –  | –  | –   | –   |
| 2015 | "24 Hours"                                     | –    | –   | –   | –   | –         | –   | –   | –   | –  | –  | –   | –   |
| 2015 | "Nightlife"                                    | –    | –   | –   | –   | –         | –   | –   | –   | –  | –  | –   | –   |
| 2016 | "Evergreen/Judgement Day"                      | –    | –   | –   | –   | –         | –   | –   | –   | –  | –  | –   | –   |
| 2016 | "Happy New Year/The Way Old Friends Do"        | –    | –   | –   | –   | –         | –   | –   | –   | –  | –  | –   | –   |
| 2019 | "Because The Night/Heavenly"                   | –    | –   | –   | –   | –         | –   | –   | –   | –  | –  | –   | –   |

### Albums
| An   | Titre                                                | UK |
| ---- | ---------------------------------------------------- | -- |
| 1981 | The Sound of Bacharach & David                       | –  |
| 1984 | Heart First                                          | –  |
| 1988 | Always                                               | 38 |
| 1995 | The Best of Hazell Dean (includes new recordings)    | –  |
| 1996 | The Winner Takes it All (AKA Hazell Dean Sings Abba) | –  |
| 1996 | Greatest Hits                                        | –  |
| 2002 | The Greatest Hits (includes new recordings)          | –  |
| 2012 | Evergreen: The Very Best of Hazell Dean              | –  |
| 2013 | In The Name Of ...                                   | –  |
| 2015 | Nightlife                                            | –  |
| 2017 | Re:Visited                                           | –  |
| 2017 | Re:Xtended EP                                        | –  |